# Nicolas Marty
Pour les articles homonymes, voir Marty.
Nicolas Marty, né en 1969 à Perpignan, est un historien français, professeur des universités en histoire contemporaine à l'université de Perpignan. Il est spécialiste d'histoire économique et sociale.

## Biographie
Nicolas Marty est agrégé d'histoire (1993), puis après la soutenance d'une thèse de doctorat en histoire en 2000, pour laquelle il obtient le prix François Bourdon en 2001, il est nommé maitre de conférences à l’université de Perpignan en 2001. Il obtient une habilitation universitaire en 2010 avant d'être nommé professeur des universités en poste à Perpignan. Il est membre statutaire du Centre de recherches sur les sociétés méditerranéennes (CRHISM - EA 2984), qu'il dirige de 2011 à 2015.  En partant de l’histoire des entreprises, il travaille sur les acteurs et les dynamiques de l’industrialisation dans l’espace Pyrénées méditerranée, entre France et Espagne. Il analyse aussi la diffusion des biens de consommation alimentaires et des boissons dans le monde occidental, particulièrement en Europe. Il est aussi attentif aux problématiques de mémoire des conflits aux frontières des Pyrénées[réf. souhaitée]. 
Il est le frère de David Marty, joueur puis entraîneur français de rugby à XV, évoluant à l'Union sportive Arlequins perpignanais.

### Un historien des acteurs et des dynamiques de l'industrialisation
Ses travaux portent initialement sur l'histoire des eaux minérales, notamment l'histoire de la source minérale Perrier sur laquelle portait sa thèse doctorale. Il a ensuite développé  une histoire de la branche des eaux minérales en France et en Europe, notamment à l’histoire des techniques et de la construction des normes et de la qualité comme élément de compréhension de la diffusion des produits et de la construction des marchés. Il obtient en 2014 le prix de la Société des eaux minérales d'Évian-les-Bains pour sa recherche sur les marchés de l’eau embouteillée en Europe,. 
Il s'intéresse également à l'histoire des acteurs et des dynamiques de l'industrialisation et plus généralement de l'économie et le patrimoine industriel du Languedoc Roussillon et de la Catalogne et à l'histoire et la mémoire des périodes de conflit, notamment la guerre civile espagnole, et la Seconde Guerre mondiale. 
Il est doyen de la faculté des lettres et sciences humaines de l’université de Perpignan Via Domitia de 2010 à 2016 et membre de la mission histoire de la Société générale, du comité scientifique et de prospectives du Parc naturel régional des Pyrénées catalanes et du Mémorial de Rivesaltes. 
Depuis 2016, il est vice-président de l'université de Perpignan, chargé de la qualité.
À l’échelle nationale, il a été secrétaire général de l’Association française d’histoire économique (AFHE) et est membre de son comité directeur.  Il anime le comité franco-espagnol d’histoire économique associant l’AFHE et l’association espagnole d’histoire économique
Au niveau des instances universitaires nationales, il siège aujourd'hui en tant que 1er vice-président au bureau de la section 22 (Histoire et civilisations : histoire des mondes modernes, histoire du monde contemporain ; de l‘art ; de la musique) du Conseil National des Universités. 
Alors que la crise en Catalogne fait irruption dans l’actualité européenne et française, il intervient dans l’espace public, pour rappeler la complexité de la trajectoire catalane et dénoncer les interprétations simplistes ou erronées qui peuvent en être faites en France.

## Publications

### Ouvrages
- Comprendre la crise catalane, Editions Cairn, Morlàas, 2019, 225 p.  (ISBN 9782350687025)
- L’invention de l’eau embouteillée. Qualité, normes et marchés de l’eau en bouteille en Europe 19e-20e siècles, Bruxelles, Berlin, PIE Peter Lang, 2013, 397 p.
- Perrier, c’est Nous ! Histoire de la Source Perrier et de son personnel, Paris, Editions de l’Atelier, 2005, 254 p.
- avec Antonio Escudero (éd.), Consommateurs, consommation, XVIIe, XXIe siècle, regards franco-espagnols, Alicante, Perpignan, Publicacions de la univeristat d’Alacant, Presses Universitaires de Perpignan, 2016, 336 p.
- avec André Balent, (dir.), Catalans du nord et Languedociens et l’aide à la République espagnole, 1936-1946, Perpignan, Presses Universitaires de Perpignan, Ville de Perpignan, direction de la Culture, Association Maitron Languedoc Roussillon, 2010, 202 p.
- avec Esteban Castañer-Muñoz (dir.), Histoire et patrimoine de la société industrielle en Languedoc-Roussillon - Catalogne : les enjeux de la recherche et de la conservation, Presses universitaires de Perpignan, coll. Études, 2008, 272 p.
- (coll.)  Nouveau dictionnaire de biographies roussillonnaises, 1789-2011, vol.1, tome 1, Pouvoirs et société : administration, armées, économie, églises, justice, mouvements et organismes sociaux, politique, presse politique et d'information générale, Pézilla-la-Rivière, Publications de l’Olivier, 2011, 702 p.

### Carnet de recherche
- Histoire sociale de l’économie avec Maryline Deves, Aurian Meunier, Patrice Poujade et Julien Lugand sur hypothèses.org https://hsehsa.hypotheses.org/a-propos